# Centro de Investigación Científica y de Educación Superior de Ensenada
El Centro de Investigación Científica y de Educación Superior de Ensenada, Baja California, (CICESE), en México,fue creado en 1973 por el gobierno federal como parte de la iniciativa para descentralizar las actividades científicas y modernizar el país. El CICESE pertenece al sistema de Centros Públicos de Investigación del Consejo Nacional de Ciencia y Tecnología (CONACyT) y a lo largo de más de cuatro décadas, ha evolucionado hasta convertirse en uno de los principales centros científicos de México. 
El CICESE es una institución de referencia en el contexto científico nacional e internacional, su excelencia académica apoya el desarrollo nacional, la formación de recursos humanos y contribuye a generar el conocimiento que puede coadyuvar en la solución de problemas que afectan el entorno social y económico de México.

## Investigación
Las actividades de investigación y docencia se han consolidado en las cuatro divisiones que conforman la institución: Biotecnología Experimental y Aplicada, Ciencias de la Tierra, Física Aplicada y Oceanología, cuyas áreas de investigación incluyen acuicultura, biología, biotecnología, climatología, computación, ecología, electrónica, geociencias ambientales, geofísica, geología, instrumentación, meteorología, microbiología, oceanografía biológica, oceanografía física, óptica, optoelectrónica, sismología, tecnologías de la información, telecomunicaciones y telemática.
Cuenta con una plantilla de 176 investigadores y 197 técnicos altamente especializados; sus programas de posgrado pertenecen al Padrón Nacional de Posgrado y están orientados completamente a la investigación; la infraestructura material incluye ocho modernos edificios que albergan laboratorios, aulas, una biblioteca especializada, equipo de supercómputo, conectividad a Internet 2, el buque oceanográfico Alpha Helix y valiosas redes de instrumentación sismológica y oceanográfica.
Actualmente el CICESE es un Centro Público de Investigación el más grande de los 27 que integran el Sistema de Centros Públicos de Investigación del Conacyt. Tras una reestructuración convenida en un nuevo decreto publicado en el Diario Oficial de la Federación del 29 de agosto de 2000, las actividades de investigación, docencia y vinculación del CICESE se concentran en ciencias biológicas, físicas, de la información, del mar y de la Tierra, dentro de un marco de responsabilidad, ética y liderazgo en beneficio de la sociedad. Con más de cuarenta años de experiencia, el CICESE es una institución de excelencia académica que apoya el desarrollo nacional y la formación de recursos humanos, y contribuye a la generación del conocimiento.

## Historia
El Centro de Investigación Científica y de Educación Superior de Ensenada (CICESE) fue la segunda institución creada por el Consejo Nacional de Ciencia y Tecnología (CONACYT) para descentralizar las actividades científicas y tecnológicas en México.
El decreto presidencial de creación del CICESE, publicado el 18 de septiembre de 1973, lo define como un organismo descentralizado de interés público, con personalidad jurídica y patrimonio propios para realizar “investigación científica básica y aplicada inicialmente en los campos de la geofísica, oceanografía física, física e instrumentación, principalmente orientadas a la a la solución de problemas nacionales y en particular a los regionales de la península de Baja California, así como a las actividades docentes en estas áreas de la ciencia en los niveles de maestría y doctorado”.
El contexto que permitió crear al CICESE a principios de los setenta es muy diverso, pero destacan, entre otros aspectos: una política nacional por descentralizar la investigación científica, la presencia de la Escuela Superior [hoy Facultad] de Ciencias Marinas de la Universidad Autónoma de Baja California (UABC) y la cercanía del Scripps Institution of Oceanography (SIO); la decisión, en 1970, de la UNAM de construir el Observatorio Astronómico Nacional en la sierra de San Pedro Mártir; la intensa actividad tectónica y sísmica de la península de Baja California y del golfo de California que justificaba la realización de estudios en las ciencias de la Tierra, y el requerimiento por desarrollar instrumentación electrónica y óptica como apoyo a la UNAM y a la investigación oceanográfica y geofísica del nuevo centro.
El primer director del CICESE fue el Dr. Nicolás Grijalva y Ortiz, quien fue sustituido en 1975 por el Dr. Saúl Álvarez Borrego. Le siguieron en el cargo los doctores Mario Martínez García (1989-1997), Francisco Javier Mendieta Jiménez (1997-2005), Federico Graef Ziehl (2005-2015), y Silvio Guido Lorenzo Marinone Moschetto (2015-2020). Actualmente, David H. Covarrubias Rosales se desempeña como director general del centro.
Desde su creación, el CICESE se ha dedicado a formar maestros y doctores en ciencias en las áreas académicas de su competencia. El desarrollo institucional ha permitido pasar de un esquema académico que contemplaba originalmente tres programas de maestría (en Oceanografía, en Geofísica y en Física Aplicada), a un padrón integrado por 16 posgrados que cubren todas las áreas de investigación que actualmente se cultivan, y de los cuales egresan anualmente, en promedio, 80 estudiantes de maestría y 20 de doctorado.
La integración del campus que actualmente ocupa este centro, comenzó a desarrollarse alrededor de 1977. Gradualmente se fueron adquiriendo terrenos y construyendo edificios, hasta ocupar las más de 15 hectáreas que hoy se tienen, en las cuales se asientan ocho modernos edificios que albergan aulas, cubículos y más de 115 laboratorios bien dotados con equipo científico. Evocando una verdadera ciudad universitaria, este campus es actualmente sede de varias facultades e institutos de investigación de la UABC, del Instituto de Astronomía y del Centro de Nanociencias y Nanotecnología de la UNAM, y de las cuatro divisiones académicas del CICESE (Biología Experimental y Aplicada, Ciencias de la Tierra, Física Aplicada y Oceanología).
Con el objeto de extender las labores de investigación hacia el sur de la península, el CICESE fundó en 1996 la primera de sus unidades foráneas en La Paz, Baja California Sur. La segunda, en Monterrey, Nuevo León, se creó en 2001.
Actualmente el CICESE es un Centro Público de Investigación el más grande de los 27 que integran el Sistema de Centros Públicos de Investigación del Conacyt. Tras una reestructuración convenida en un nuevo decreto publicado en el Diario Oficial de la Federación del 29 de agosto de 2000, las actividades de investigación, docencia y vinculación del CICESE se concentran en ciencias biológicas, físicas, de la información, del mar y de la Tierra, dentro de un marco de responsabilidad, ética y liderazgo en beneficio de la sociedad.